# Újkálmánd
Újkálmánd (románul Lucăceni) falu Romániában, a Partiumban, Szatmár megyében.

## Fekvése
Börvely mellett fekvő település.

## Története
Újkálmánd viszonylag újkeletű település, melyet 1924-ben alapítottak a megye keleti részéből; nagyrészt Lacfaluból érkezett román családok.
A település román Lucăceni nevét román lakóitól régi falujuk parókusa, Vasile Lucaciuról kapta tiszteletük jeléül.
Újkálmánd ma Börvely községhez tartozik.

## Nevezetességek
- Görög keleti ortodox temploma 1936-ban épült.